# Алумим
Алумим (ивр. עלומים‎; дословно — «Молодежь») — кибуц в Южном округе Израиля, в северо-западном Негеве. Он находится под юрисдикцией регионального совета Сдот-Негев.

## История
Кибуц Алумим был основан в 1966 году как приграничное поселение с Египтом членами Бней Акива из Нахаль. Его земля принадлежала Религиозному кибуцному движению с 1940-х годов и ранее обрабатывалась кибуцем Беэрот-Ицхак, который был перенесен в результате его разрушения во время арабо-израильской войны 1948 года.
С годами к кибуцу присоединились другие группы Нахаля, а также группы иммигрантов из Бней Акива. Самые большие группы из-за границы приехали из Великобритании. В наши дни в Алумим примерно 140 членов, около 70 семей. Примерно 20 % членов — иммигранты из Великобритании.
В кибуце есть синагога, а рядом с ней мидраш с библиотекой. До девятого класса дети кибуца Алумим посещают региональную школу Даат в кибуце Саад. В столовой кибуца находятся четыре больших керамических рельефа работы художника Моше Саиди из кибуца Кфар Менахем.
Площадь кибуца составляет около 7000 дунамов, ещё 4000 дунамов составляют территории Пельха вокруг кибуца.

### Битва за спасение кибуца
В ходе внезапного нападения ХАМАС на Израиль в субботу, 7 октября 2023 года в праздник Симхат-Тора, 30 террористов совершили набег на кибуц, но были отбиты резервным отрядом из 12 человек, который убил десять террористов. Они вели бой в одиночку с 6:30 утра до прибытия сил подразделения Моссада и Хелама в 12 часов. В бою с израильской стороны один погиб и один был ранен. Первоначально террористы зашли в сарай, убили 16 иностранных рабочих из Непала и Таиланда и похитил восемь из них, сожгли силос и институт доил и пробил пулями контейнеры с молоком. В 12:30 десятки террористов прибыли в район упаковочного цеха кибуца, столкнулись с десантниками, и боевой вертолет уничтожил большинство из них. В понедельник члены кибуца были эвакуированы в Нетанию. Документ, изъятый после нападения, показал, что взвод Хамаса, посланный для оккупации кибуца Алумим, получил четкие инструкции убивать мирных жителей.

## Экономика

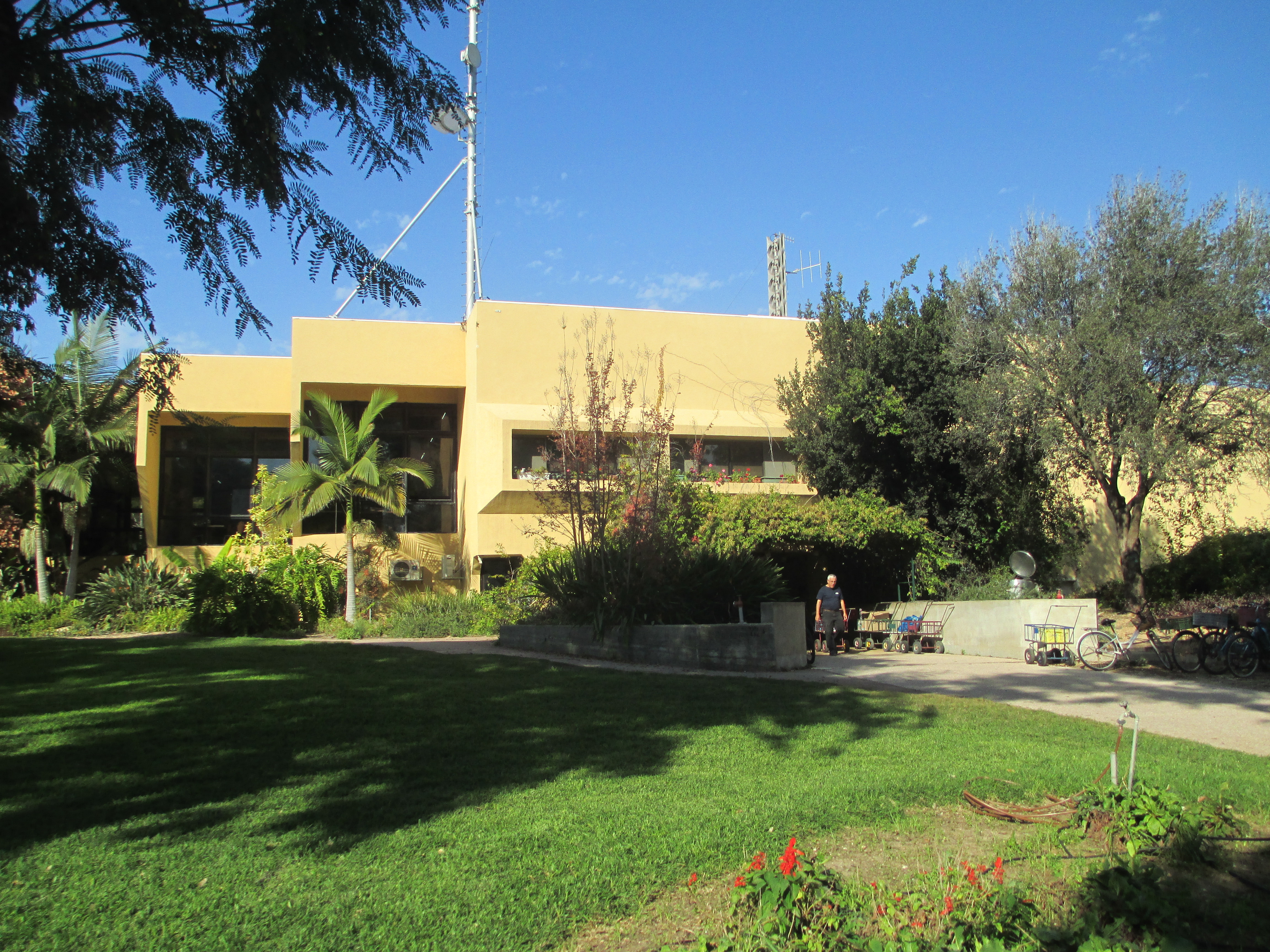
Общая столовая Алумим

Экономика Алумима основана на сельском хозяйстве и туризме. Алумим сохранил классический коллективный образ жизни кибуца. Каждый член получает пособие в зависимости от его или её потребностей (размер семьи, возраст детей и так далее). Пособие не связано с родом деятельности участника. Денежные стимулы для любого вида работы отсутствуют. Такие домашние дела, как обслуживание в столовой, дежурство по ночам, дойка коров в выходные дни, выполняются посменно. Жители кибуца производят и продают морковь, картофель, сладкий картофель и другие органические продукты, а также авокадо, курицу и перец. В гостевом доме кибуца имеется 22 автономных апартамента.

## Население
По данным Центрального статистического бюро Израиля, население на начало 2020 года составляло 510 человек.